# Aspergillus

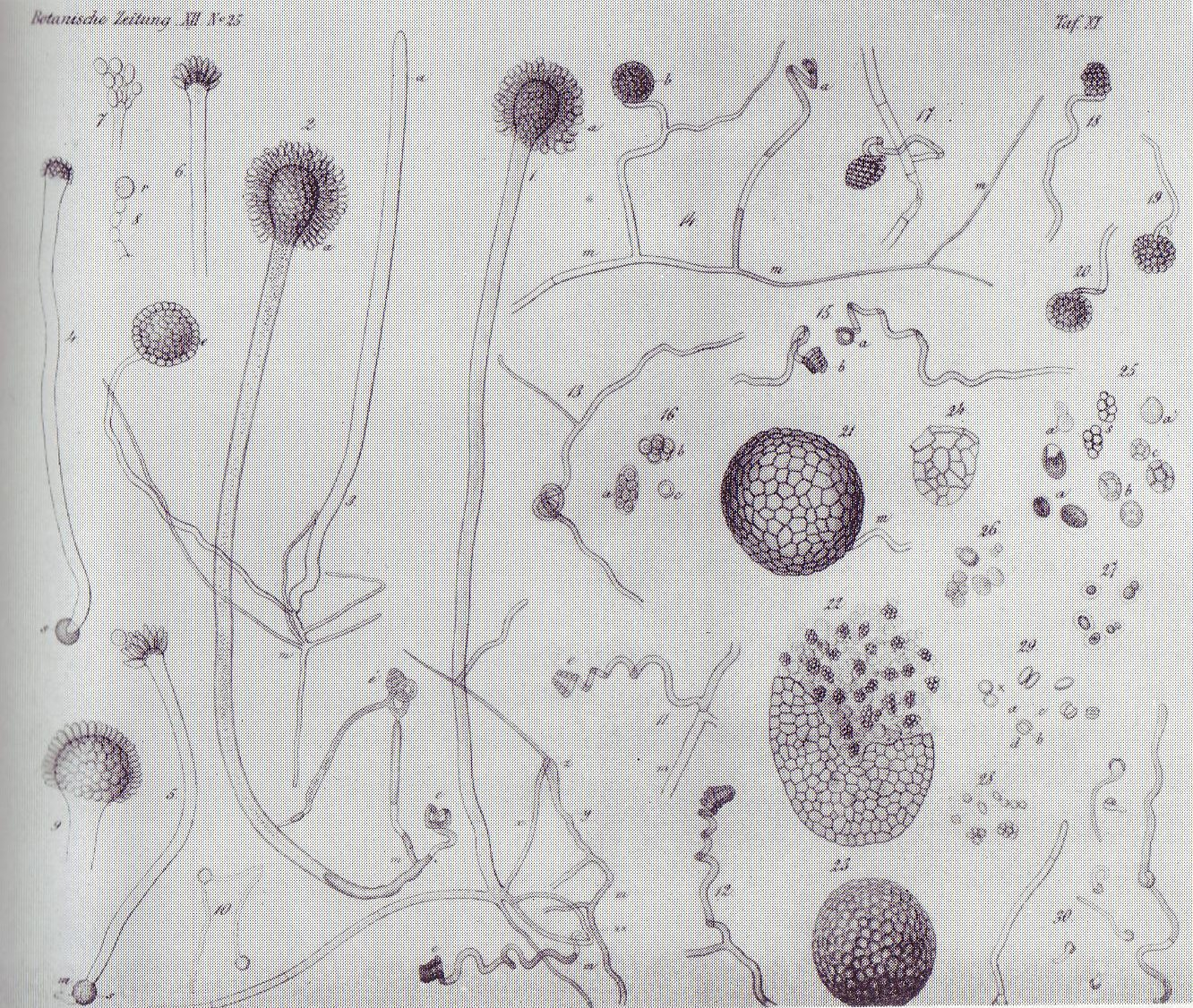
Aspergillus glaucus

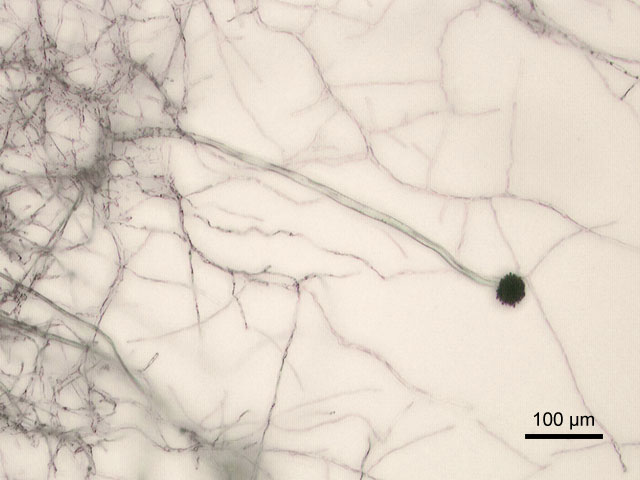
Aspergillus niger

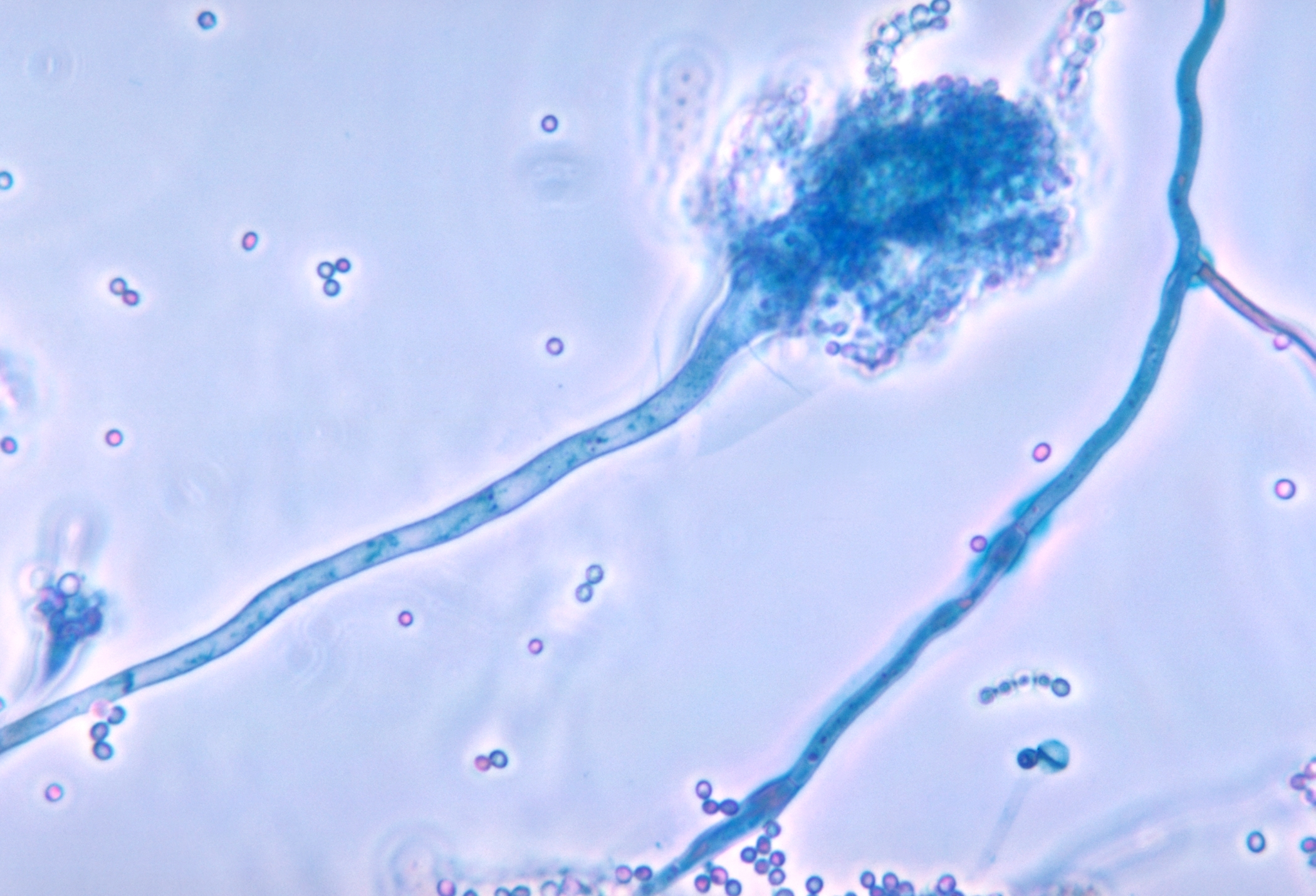
Aspergillus fumigatus

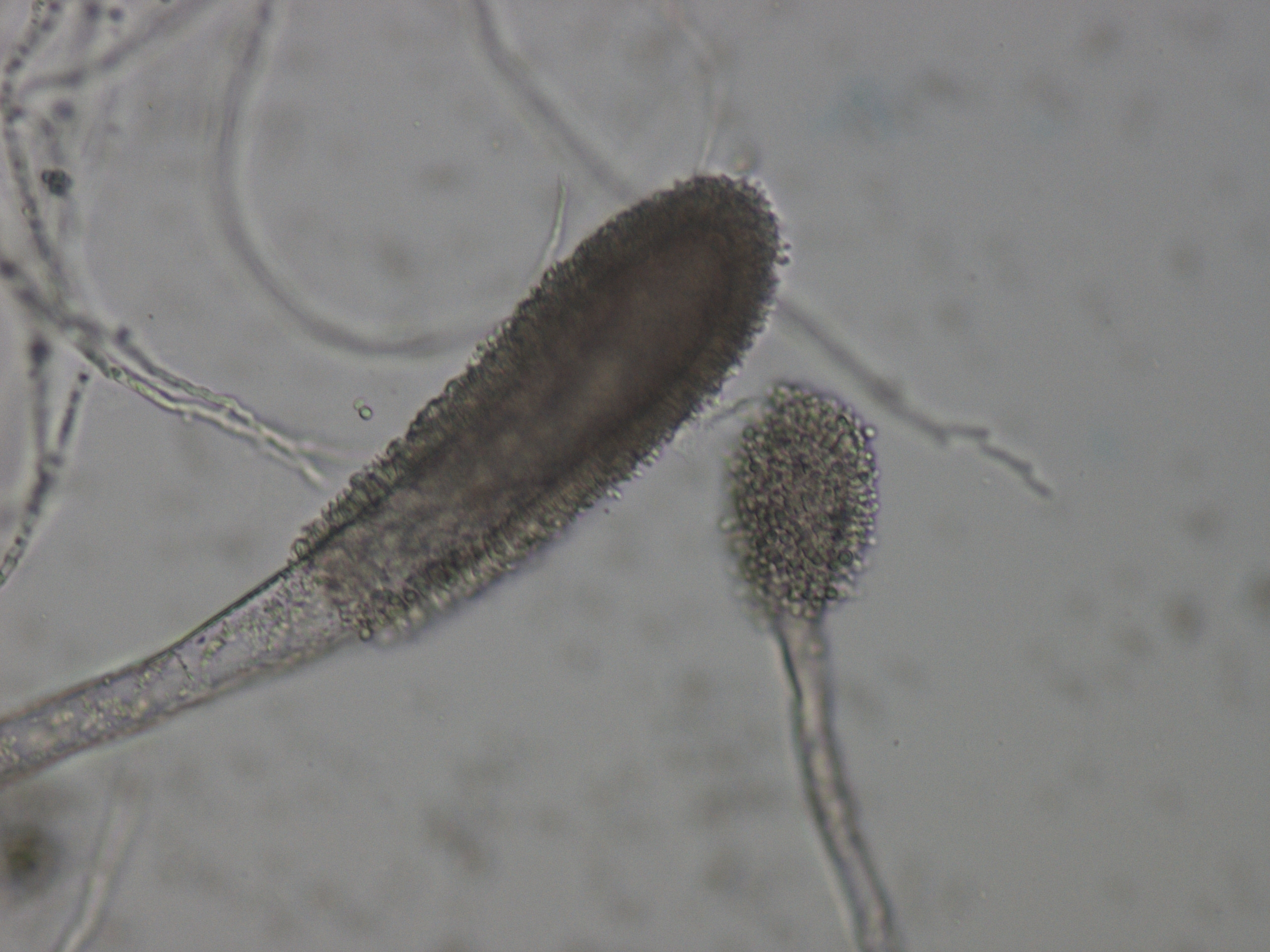
Główka konidialna Aspergillus clavatus

Aspergillus P. Micheli ex Haller (kropidlak) – rodzaj grzybów z rzędu kropidlakowców (Eurotiales).

## Charakterystyka
Gatunki z rodzaju Aspergillus to grzyby mikroskopijne powszechnie występujące na całym świecie. Spotykane są w wodzie, glebie, roślinności, owocach, żywności, w domach i w powietrzu. Kolonia zbudowana jest ze strzępek, które u różnych gatunków są hialinowe lub różnie zabarwione, nigdy jednak nie są zielone. Konidiofory powstają prostopadle do strzępki, czasami tworzą koremium. Są długie, proste, zakończone pęcherzykiem o kulistym, maczugowatym lub elipsoidalnym kształcie, zazwyczaj hialinowe i gładkie, czasami chropowate i zabarwione. Konidiofor wraz z pęcherzykiem i zarodnikami ma kształt kropidła. Komórki konidiotwórcze są butelkowate, przy wierzchołku zwężające się w krótką szyjkę. Powstają równocześnie na krótkich, cylindrycznych metulach. Mogą tworzyć się na całej powierzchni główki, lub tylko na jej części szczytowej. Powstające na nich konidia oddzielają się od góry w dół, tworząc łańcuszki. Podczas ich oddzielania się pęka zewnętrzna ściana komórki konidiotwórczej, a jej pozostałość tworzy kołnierzyk. Konidia są jednokomórkowe, hialinowe lub jasnoszare, kuliste, elipsoidalne, gruszkowate, o powierzchni suchej, mączystej lub pylącej. W masie mają u różnych gatunków różną barwę, nigdy jednak nie są zielone.
Opisane powyżej formy Aspergillus to formy bezpłciowe (anamorfy). Formy płciowe (teleomorfy) dawniej uznawane były za odrębne gatunki z rodzajów Emericella, Eurotium, Neosartorya, Petromyces, obecnie są to synonimy

## Systematyka
Pozycja w klasyfikacji według Index Fungorum: Aspergillaceae, Eurotiales, Eurotiomycetidae, Eurotiomycetes, Pezizomycotina, Ascomycota, Fungi.
Synonimy: Acmosporium Corda, Alliospora Pim, Aspergillopsis Speg., Aspergillus P. Micheli, Basidiella Cooke, Briarea Corda, Cladaspergillus Ritgen, Cladosarum E. Yuill & J.L. Yuill, Cristaspora Fort & Guarro, Dichotomomyces Saito, Dichotomomyces Saito ex D.B. Scott, Euaspergillus F. Ludw., Fennellia B.J. Wiley & E.G. Simmons, Gutturomyces Rivolta, Otomyces Wreden, Phialosimplex Sigler, Deanna A. Sutton, Gibas, Polypaecilum G. Sm., Raperia Subram. & Rajendran, Redaellia Cif., Arch. Rhodocephalus Corda, Rhopalocystis Grove, Royella R.S. Dwivedi, Sartorya Vuill., Sceptromyces Corda, Sterigmatocystis C.E. Cramer, Stilbothamnium Henn.

## Niektóre gatunki
Opisano ponad 200 gatunków. W Polsce odnotowano występowanie następujących:
- Aspergillus amstelodami (L. Mangin) Thom & Church 1926
- Aspergillus awamori Nakaz. 1907
- Aspergillus biplanus Raper & Fennell 1965
- Aspergillus clavatus Desm. 1834
- Aspergillus candidus Link
- Aspergillus carneus Blochwitz 1933
- Aspergillus chevalieri (L. Mangin) Thom & Church 1926
- Aspergillus clavatus Desm. 1834
- Aspergillus echinulatus Thom & Church 1926
- Aspergillus elegans Gasperini 1887
- Aspergillus ficuum (Reichardt) Thom & Currie 1916
- Aspergillus flavus Link – kropidlak żółty
- Aspergillus fumigatus Fresenius – kropidlak popielaty
- Aspergillus funiculosus G. Sm. 1956
- Aspergillus giganteus Wehmer 1901
- Aspergillus glaucus (L.) Link – kropidlak zielony
- Aspergillus kanagawaensis Nehira 1951
- Aspergillus koningii Oudem. 1902
- Aspergillus multicolor Sappa 1954
- Aspergillus nidulans (Eidam) G. Winter 1884
- Aspergillus neoniveus Samson, S.W. Peterson, Frisvad & Varga 201
- Aspergillus niger Tiegh – kropidlak czarny
- Aspergillus ochraceus G. Wilh – kropidlak pomarańczowy
- Aspergillus parasiticus Speare
- Aspergillus pulvinus Kwon-Chung & Fennell 1965
- Aspergillus repens (Corda) Sacc. 1882
- Aspergillus restrictus G. Sm. 1931
- Aspergillus ruber (Jos. König, Spieck. & W. Bremer) Thom & Church – kropidlak czerwony
- Aspergillus spelunceus Raper & Fennell 1965
- Aspergillus stellatus Curzi 1934
- Aspergillus sydowii (Bainier & Sartory) Thom & Church 1926
- Aspergillus tamarii Kita 1913
- Aspergillus terreus Thorn
- Aspergillus terricola Marchal & É.J. Marchal 1893
- Aspergillus ustus (Bainier) Thom & Church 1926
- Aspergillus versicolor (Vuillemin) Tiraboshi – kropidlak różnobarwny
- Aspergillus wentii Wehmer 1896

Nazwy naukowe według Index Fungorum. Wykaz gatunków według W. Mułenko i in. Pominięto gatunki według Index Fungorum wątpliwe.

## Znaczenie
Są to głównie saprotrofy, nieliczne gatunki są pasożytami.
- Niektóre gatunki powodują gnicie różnych części roślin, głównie owoców, miękkich warzyw. Np. A. niger wywołuje czarną pleśń kulek bawełny[2].
- Niektóre gatunki kropidlaka (np. A. fumigatus) powodują choroby (aspergilozy) u ludzi np. grzybice skóry, grzybice płuc lub astmę oskrzelową, a także produkują aflatoksyny (np. A. flavus).
- Niektóre gatunki Aspergillus są wykorzystywane w przemyśle. W Azji Aspergillus oryzae (jap. kōji) jest wykorzystywany w procesach fermentacji podczas produkcji alkoholu z ryżu (np. sake), a także pasty miso i sosu sojowego. Innym gatunkiem używanym w Azji podczas produkcji napojów alkoholowych jest A. awamori (tzw. czarny kōji). W biotechnologii A. niger służy do produkcji kwasu cytrynowego i różnych enzymów.
- A. nidulans jest wykorzystywany w biologii jako organizm modelowy. Poznano cały genom tego organizmu – ma on wielkość około 30 milionów par zasad i zawiera około 9500 genów kodujących białka[5]. Zsekwencjonowano również genomy innych gatunków kropidlaka, m.in. patogennego A. fumigatus[6] i stosowanego w biotechnologii A. oryzae[7].